# De 21 kraven
De 21 kraven var en lista med krav som den japanska regeringen framförde till den kinesiska regeringen för att legitimera Japans landvinningar i Kina under det Första världskrigets tidiga skede. Den dåvarande kinesiska regeringens oförmåga att stå emot kraven var ett starkt bidragande skäl till att Fjärde maj-rörelsen bröt ut fyra år senare.

## Bakgrund

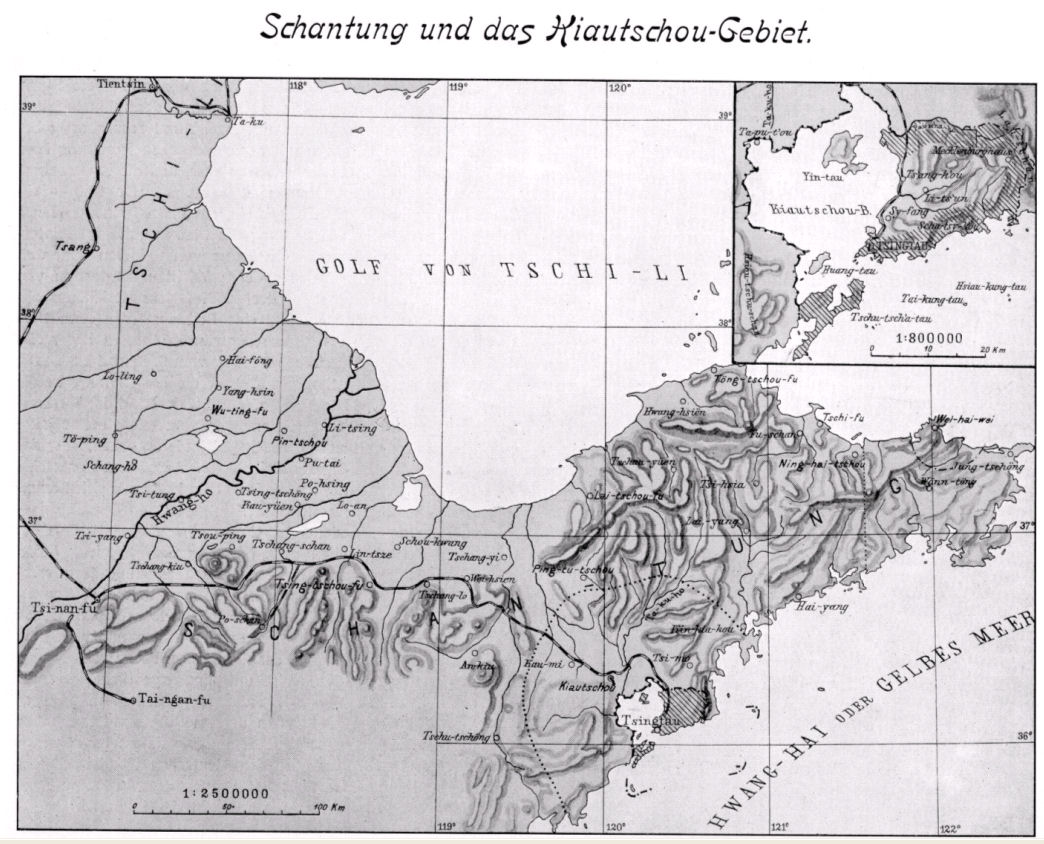
Karta över Jiaozhou-området och Shandong-halvön under tyskt styre

Världskrigets utbrott i augusti 1914 berörde så till vida även Kina, som Japan i november samma år bemäktigade sig det av Tyskland 1899 på 99 år arrenderade kinesiska området Kiautschou och den av Tyskland ägda järnvägslinjen Qingdao-Jinan i provinsen Shandong. Redan i december samma år började Japan med utgångspunkt härifrån en diplomatisk kampanj, åsyftande att, medan Första världskriget band stormakternas händer, åt sig förvärva ett slags faktiskt protektorat över Kina.

## De 21 punkterna framförs

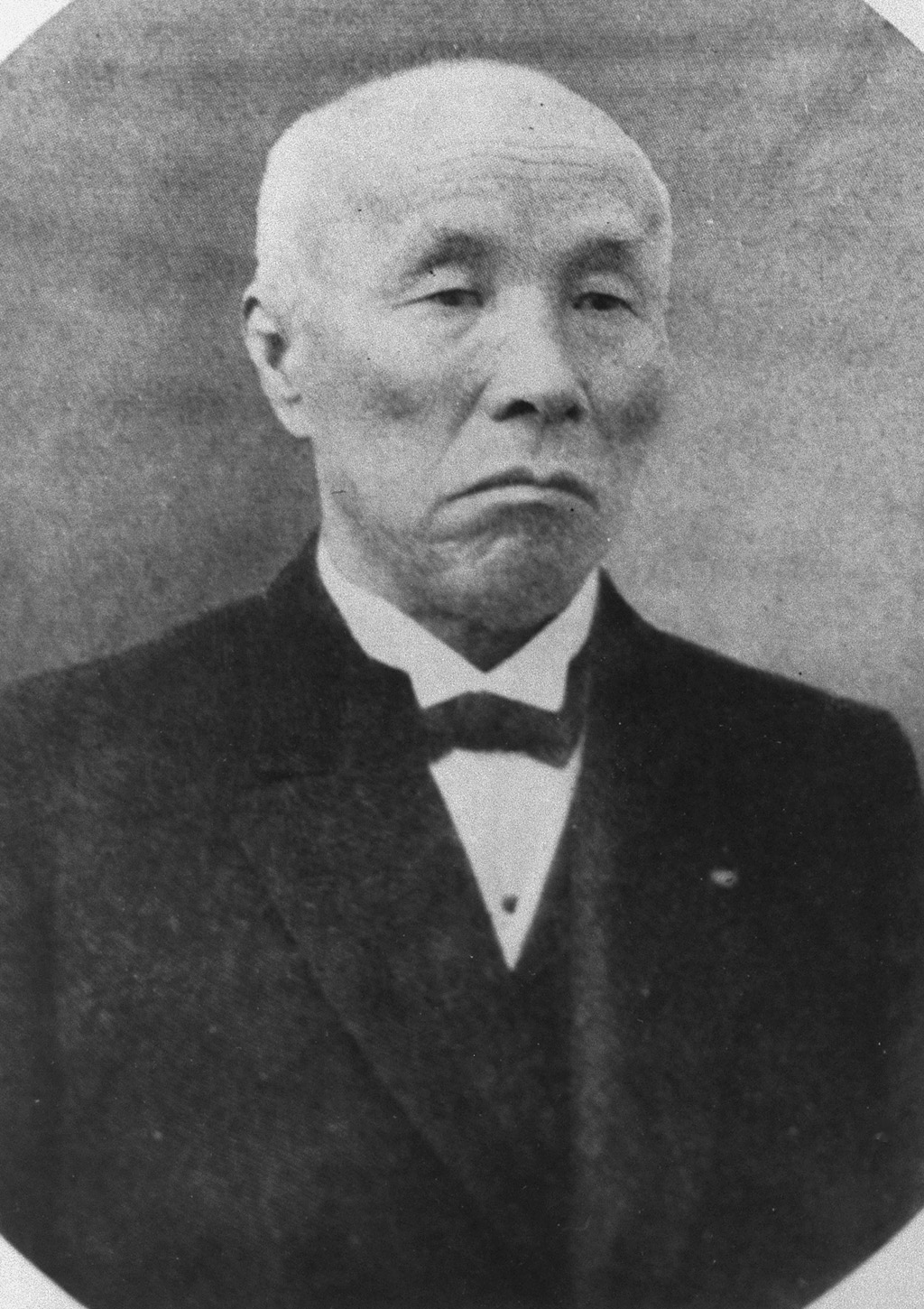
Okuma Shigenobu.

Den 18 januari 1915 framförde premiärministern Okuma Shigenobu och utrikesministern Kato Takaaki de japanska kraven till den kinesiska regeringen ledd av Yuan Shikai. De beryktade "21 kraven" var uppdelade i fem grupper och gick bland annat ut på följande: Kina skulle förbinda sig att på förhand godkänna den uppgörelse Japan skulle träffa med Tyskland om dess rättigheter i Shandong. Vidare skulle Kina lova att inte avstå eller utarrendera något område i Shandong till någon tredje makt. Japans från Ryssland 1905 övertagna arrenderätt till Port Arthur och Dalian (på 25 år från 1898) skulle utsträckas till 99 år och även omfatta järnvägarna i södra Manchuriet och från Andong till Mukden.

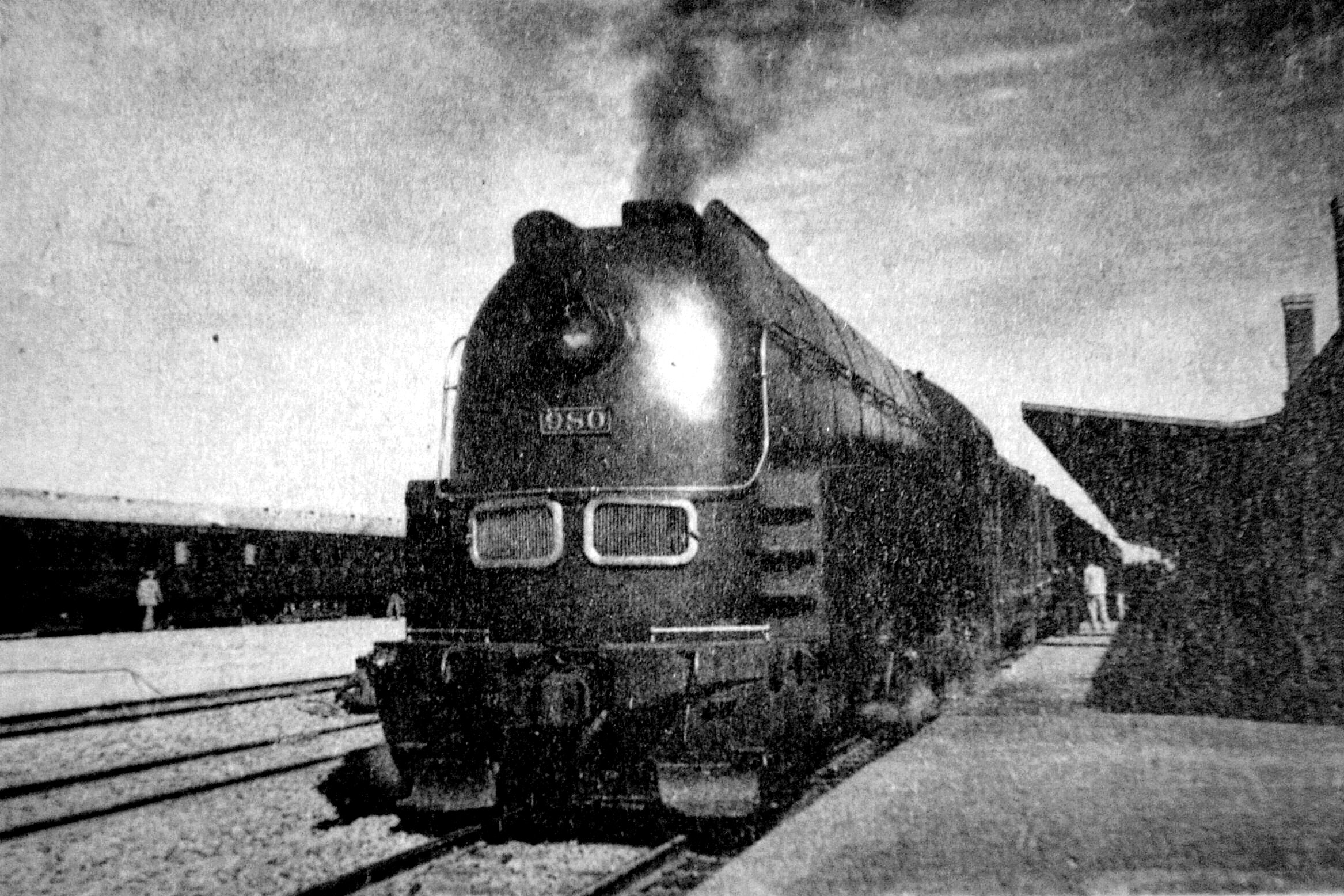
Tåg från den sydmanchuriska järnvägen

Vidsträckta ekonomiska rättigheter (koloniseringstillstånd, gruvrättigheter m. m.) skulle beviljas japanska undersåtar i södra Manchuriet och östra inre Mongoliet. Kinesiska regeringen skulle för 99 år åt Japan överlåta kontroll och ledning av järnvägslinjen Jilin-Changchun. Åt Japan skulle i Yangtze-dalen medges viktiga ekonomiska förmåner genom det av Japan understödda "Hanyeping-bolaget", som var intresserat i Hanyang-arsenalen, järngruvorna  i Daye och kolgruvorna i Pingxiang (därav bolagets namn). Vidare skulle kinesiska regeringen utfästa sig att inte till tredje makt avstå eller utarrendera några hamnar, bukter eller öar vid Kinas kust.
I den femte gruppen av krav framträdde protektoratstanken tydligast. Där fordrades, att kinesiska regeringen skulle som politiska, finansiella och militära rådgivare anlita inflytelserika japaner; att japanska sjukhus, tempel och skolor i det inre av Kina skulle få förvärva fast egendom; att polistjänsten på viktiga orter i Kina skulle förvaltas av kineser och japaner gemensamt och att många japaner skulle anställas i dessa orters poliskårer; att Kina skulle i Japan köpa exempelvis 50 procent av sitt behov av vapen och ammunition eller att i Kina skulle upprättas en av kineser och japaner gemensamt förvaltad vapenfabrik, där japanska experter skulle anställas och japanska råvaror användas; att Japan skulle få anlägga tre järnvägslinjer från angivna orter vid mellersta Yangtze till södra Kinas kust; att Kina skulle först vidfråga Japan vid behov av utländskt kapital för gruv-, järnvägs- och hamnarbeten i provinsen Fujian samt att åt japanska undersåtar skulle tillförsäkras rätt till religiös missionsverksamhet i Kina.

## Omförhandling av kraven

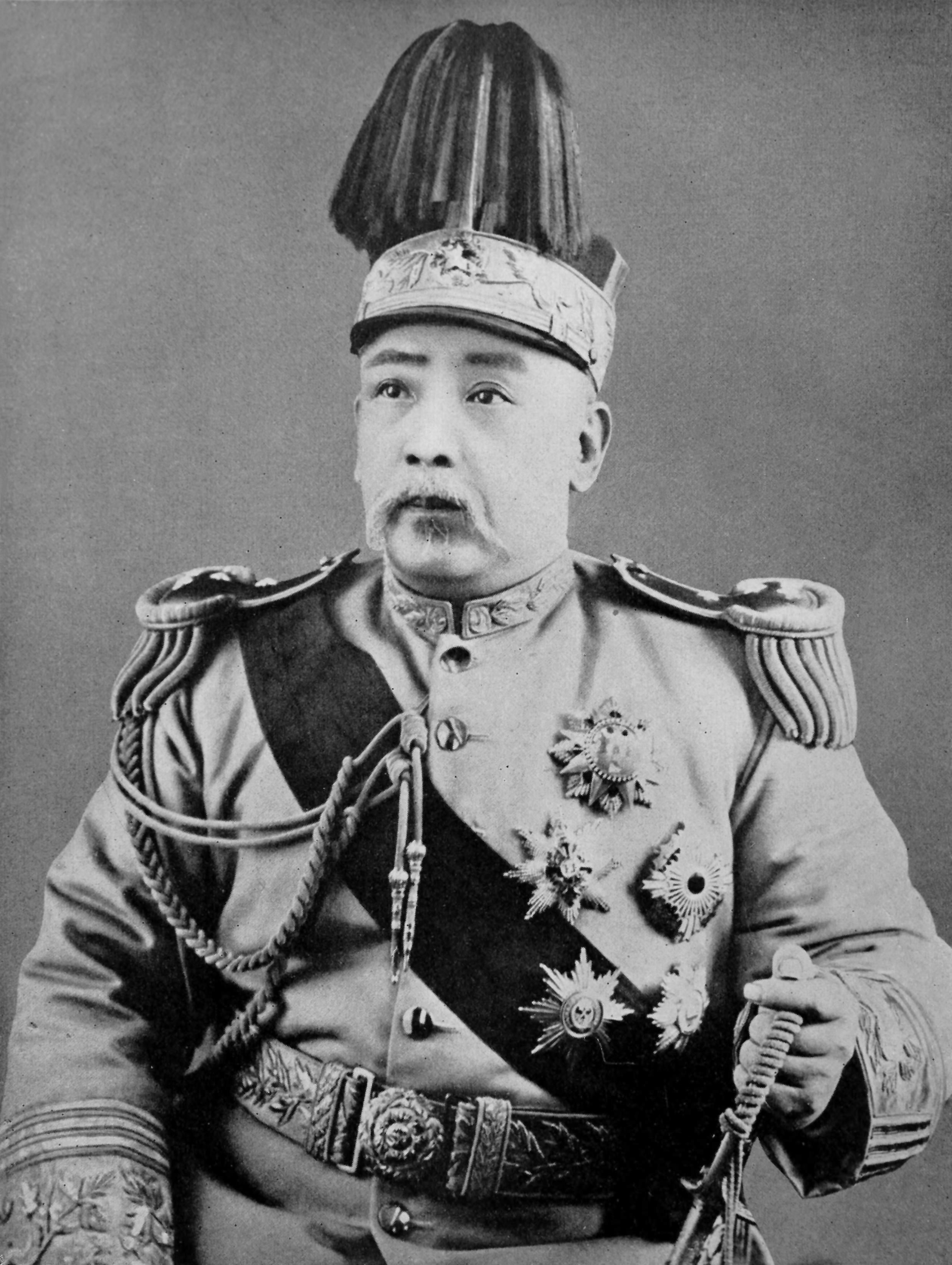
Kinas president Yuan Shikai

Om de 21 punkterna fördes nu under uppjagad stämning brådskande förhandlingar, och då Kinas partiella eftergifter föreföll japanska regeringen otillräckliga, framlade denna 7 maj 1915 sina krav i något mildrad form, men som ett ultimatum med 48 timmars frist; femte gruppen av krav undantogs därvid alldeles och bortförklarades såsom allenast önskemål, dem japanska regeringen "i Kinas intresse" hyst, men som Japan aldrig haft för avsikt att påtvinga Kina. Finansiellt och militärt maktlös, måste kinesiska regeringen böja sig för Japans hot den 9 maj, och kapitulationen fick sedan form av en rad fördrag och notväxlingar av 25 maj 1915.
I Shandong fick Japan därigenom fria händer mot löfte att efter kriget återställa Kiautschou till Kina på vissa villkor, bland annat om erhållande av en annan koncession under helt japansk jurisdiktion på av japanska regeringen angivet ställe. Åt de japanska privilegierna i södra Manchuriet och Mongoliet gavs en med kinesisk suveränitet någorlunda förenlig formulering. De projekterade japanska järnvägsföretagen gjordes beroende av, att ingen utländsk makt hade något att mot dem invända.
Kinesiska regeringen utfäste sig att ej låta någon utländsk nation anlägga varv, kolstationer eller marinbaser på kusten av provinsen Fujian, mitt emot det Japan tillhöriga Taiwan, samt vidare att, när den framdeles så ansåg nödigt, anlita många japanska rådgivare och att vid lägligt tillfälle sända officerare till Japan för att förhandla om vapeninköp eller om anläggning av en gemensam vapenfabrik; frågan om rätten till japansk missionsverksamhet förbehöll sig Japan att upptaga till förhandlingar framdeles.

## Efterdyningar

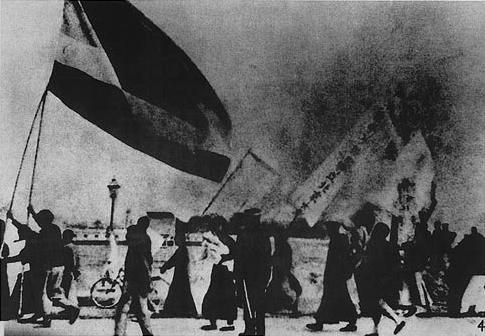
Demonstration under Fjärde maj-rörelsen, 1919

Den japanska utpressningen väckte i Kina oerhörd harm, som bland annat tog sig uttryck i bojkott av japanska varor och bidrog även till att undergräva anseendet för Yuan Shikais regering. När den kinesiska delegationen på Versailleskonferensen misslyckades med att återta de rättigheter Kina förlorat genom de 21 kraven, bröt en studentrörelse ut i Kina i maj 1919, känd som Fjärde maj-rörelsen. Under rörelsen förklarades den 9 maj vara den "nationella förödmjukelsens dag," vilken högtidlighölls inofficiellt fram till 1926 och sedan officiellt mellan 1927 och 1940.
Washingtonkonferensen, som hölls 1921-22, var ett försök från stormakternas sida att stilla den kinesiska vreden över Versaillesfreden, men Kina lyckades bara säkerställa vissa begränsade eftergifter under konferensen.